# 高聡伸
高 聡伸（こう　さとのぶ、1982年11月29日 - ）は、2018年現在トップイーストリーグ1部の日本IBMビッグブルーに所属するラグビー選手。

## プロフィール
- 大阪府出身[1]。
- ポジションはフランカー(FL)。
- 身長 175cm、体重 86kg
- ニックネームはさと、さとさん[2]。
- 兄の忠伸もラグビー選手[3]。（現・近鉄ライナーズ）
- U21日本代表に選ばれたことがある[4]。

## 略歴
2001年、桐蔭学園高校卒業後、東海大学に入学する。なお桐蔭学園高校時代、高校日本代表に選ばれた。
2004年、東海大学体育会ラグビーフットボール部の主将に就任した。
2005年、東海大学卒業後、日本IBMビッグブルーに加入。同年9月10日に行われたトップイーストリーグ第1節の明治安田生命ホーリーズ戦に先発出場で公式戦初出場を果たす。